# Sonsoles Echavarren Roselló
Sonsoles Echavarren Roselló (Pamplona, 3 de enero de 1976) es una escritora y periodista española.

## Trayectoria profesional
Tras licenciarse en Periodismo en la Universidad de Navarra (1994), comenzó a trabajar en el Diario de Navarra, donde es columnista y responsable del área de familia. 
Compatibiliza su trabajo periodístico con la actividad docente en la facultad de Comunicación de la Universidad de Navarra.
En 2021 ha impulsado junto con la médico Miriam Palacios Pediatría en zapatillas, un canal de YouTube para tratar asuntos relacionados con la salud física y mental de los niños y adolescentes, con un lenguaje sencillo y divulgativo.
Está casada con el fotoperiodista Eduardo Buxens y tiene tres hijos.

## Premios
- Premio Concha García Campoy de periodismo (2017), por “poner el foco periodístico en un tema de gran impacto social en su artículo Los menores de 15 años atendidos por intoxicaciones etílicas, casi el triple que en 2001", publicado en el Diario de Navarra.[4]
- Premio IVI (Instituto Valenciano de Fertilidad) de Comunicación (marzo de 2019), por un reportaje sobre las pérdidas de bebes durante el embarazo, el parto y el primer mes de vida.[5][6]
- Premio Tomás Belzunegui de Periodismo (2024), otorgado por la Sociedad Navarra de Geriatría y Gerontología en colaboración con la Asociación de Periodistas de Navarra y el Ayuntamiento de Pamplona, reconoce trabajos periodísticos que destacan por promover una imagen positiva de las personas mayores.[7]

## Obras
- Las reinas del patio. Historias cotidianas de las familias de hoy, Pamplona, Ediciones Eunate, 2017, 268 pp., ISBN: 978-8477683377.[8]
- Mujeres de novela. Quince vidas extraordinarias del siglo XX, Pamplona, Eunsa, 2020, 200 pp., ISBN: 9788431333768.[9]
- Camino sin abrazos. Vivencias y pensamientos en el año de la pandemia, Papeles del Duende, 2020, 110 pp., ISBN: 9788412246032.[1]